# Alhfrith
Alhfrith, Ealhfrith ou Alchfrith, né dans les années 630 et mort après 666, est un prince de Northumbrie qui règne sur le Deira sous l'autorité de son père Oswiu entre 655 et 664 environ.

## Biographie

### Origines
Alhfrith est le fils d'Oswiu, roi de Northumbrie de 642 à 670. De ses trois épouses connues, Eanflæd peut difficilement être sa mère, puisque leur mariage prend place après l'avènement d'Oswiu alors qu'Alhfrith est né vers le milieu des années 630. Celui-ci pourrait donc être soit le fils de Fín, fille du haut-roi d'Irlande Colmán Rímid, soit de Rhiainfellt (en), une descendante du roi Urien de Rheged, dans le Hen Ogledd (Nord de l'Angleterre). Son opposition ultérieure aux pratiques religieuses irlandaises défendues par son père suggère qu'il est plutôt le fils de Rhiainfellt que de Fín,. Cela expliquerait également sa totale absence des sources irlandaises, par contraste avec son demi-frère Aldfrith, dont il est certain que Fín est la mère.

### Règne
En 655, Alhfrith participe à la bataille de la Winwæd, durant laquelle Oswiu bat le roi païen Penda de Mercie. Son père lui confie peu après le gouvernement du Deira, l'un des deux royaumes constitutifs de la Northumbrie. Il remplace son cousin Œthelwald, qui paie ainsi son choix de soutenir Penda plutôt qu'Oswiu lors de la campagne de 655. Il épouse à une date inconnue Cyneburh, la fille de Penda, probablement dans un but d'apaisement des relations entre la Mercie et la Northumbrie.
Alhfrith ne tarde pas à s'opposer à son père dans le domaine religieux. Alors que la cour northumbrienne suit les usages liturgiques irlandais sur des questions comme le calcul de la date de Pâques ou la tonsure des moines, le jeune roi du Deira favorise les coutumes de l'Église romaine apportées en Angleterre par la mission grégorienne. Lorsque les moines de l'abbaye qu'il a fondée à Ripon, menés par Eata et Cuthbert, refusent de suivre son exemple et restent fidèles aux coutumes irlandaises, il n'hésite pas à les chasser pour les remplacer par une nouvelle communauté dirigée par Wilfrid, un moine qui lui a été recommandé par le roi des Gewissae Cenwalh. Pour trancher entre les deux liturgies, Oswiu convoque le concile de Whitby en 664. Alhfrith y assiste aux côtés de Wilfrid et d'Agilbert et leur défense des usages romains emporte la décision.
Alhfrith n'est plus mentionné après cette date. Son père refuse qu'il accompagne Benoît Biscop en pèlerinage à Rome, ce qui pourrait indiquer qu'il a choisi d'abdiquer pour finir sa vie dans les ordres, mais il serait étrange que Bède le Vénérable n'en touche mot,. En revanche, Bède mentionne une révolte d'Alhfrith contre son père, sans en préciser la date. Si cette révolte prend place après 664, il est possible qu'il se soit senti menacé comme héritier du trône par son demi-frère cadet Ecgfrith, ou qu'il n'ait pas apprécié que son père nomme évêque des Northumbriens Chad plutôt que son protégé Wilfrid.
Osric, roi de Northumbrie de 718 à 729, est généralement considéré comme le fils d'Aldfrith, mais il pourrait être plutôt le fils d'Alhfrith.